# アフリカ (戦列艦)
|          | |
| 艦歴     | |
| 発注:    | 1778年2月11日 |
| 建造:    | バーナード造船所（デットフォード）                                                                                   |
| 起工:    | 1778年3月2日 |
| 進水:    | 1781年4月11日 |
| その後:  | 1814年解体 |
| 性能諸元 | |
| 全長:    | 砲列甲板：159ft（48m）                                                                                               |
| 全幅:    | 44ft 4in（13.5m） |
| 喫水:    | 18ft 10in（5.7m） |
| 機関:    | 帆走（3本マストシップ）                                                                                              |
| 兵装:    | 64門： 下砲列：24ポンド(11kg)砲26門 上砲列：18ポンド(8kg)砲26門 後甲板：4ポンド(2kg)砲10門 船首楼：9ポンド(4kg)砲2門 |

アフリカ（HMS Africa）は64門の砲を搭載した、イギリス海軍の3等戦列艦。
アフリカは1781年4月11日にデットフォードのバーナード造船所で進水した。
アメリカ独立戦争中、アフリカは1782年初頭にインドへCommodore Sir Richard Bickertonが指揮する5隻の内の1隻として派遣されたが、その年の戦闘に参加するには到着が遅すぎた。しかし、アフリカは1783年のカダルールでの戦争の最後の戦いに参加した。戦争終結の知らせが届くとすぐにイギリスに戻った。
1805年にアフリカは艦長Henry Digbyの指揮の下でトラファルガーの海戦に参加した。戦闘前に本隊から離れてしまったため、アフリカはホレーショ・ネルソンの戦闘計画を知らずに違った方向から戦場に到着した。残りの艦隊はフランス・スペイン連合艦隊と混戦になっていた。Digbyは敵の艦列と反航するようにアフリカを進め砲火を交わした。
1812年8月12日のイギリスのゲリエールとアメリカのコンスティチューションとの間の有名な戦いではSir Philip Brokeが指揮するイギリス艦隊に属していた。
アフリカはポーツマスで1814年5月に解体された。